# Aeromost-Kharkov
Aeromost-Kharkov – ukraińska linia lotnicza z siedzibą w Charkowie.